# Sudagaran (Banyumas)
Sudagaran is een bestuurslaag in het regentschap Banyumas van de provincie Midden-Java, Indonesië. Sudagaran telt 3818 inwoners (volkstelling 2010).